# ولایکووتسی
ولایکووتسی (به صربی: Vlajkovci) یک منطقهٔ مسکونی در صربستان است که در بروس واقع شده‌است. ولایکووتسی ۴۳۷ نفر جمعیت دارد.